# Andy Priaulx
Andy Priaulx, MBE, é um piloto de corridas da ilha de Guernsey do Reino Unido

## História

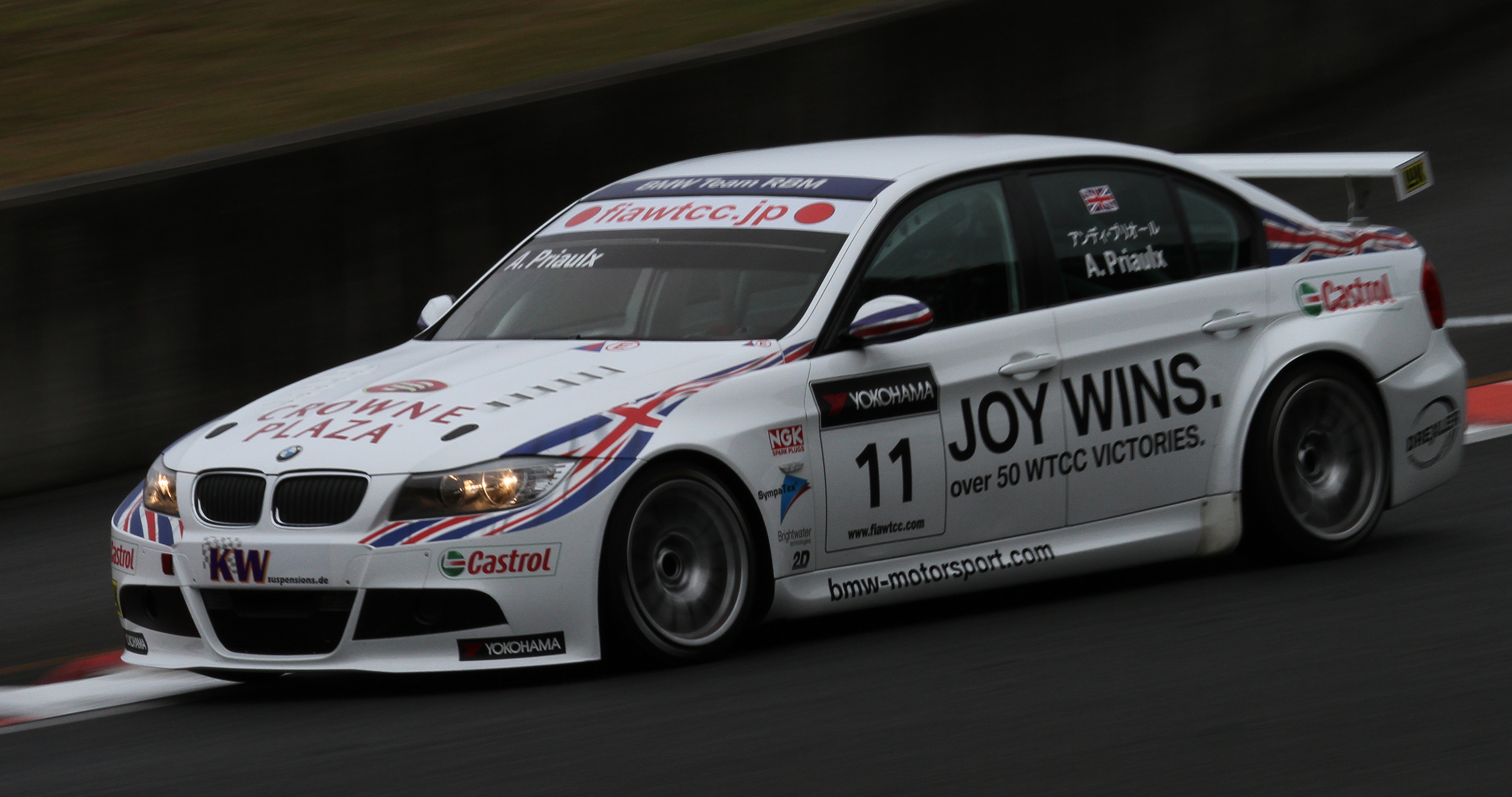
Carro de Andy Priaulx na WTCC em 2010.

Começou no kart quando tinha oito anos, correu pela Fórmula 3 britânica em 1997, ocrreu pela BTCC em 2001, 2002 e 2015, na ETCC em 2003 e 2004, correu no WTCC entre 2005 e 2010, onde ganhou em 2005, 2006 e em 2007.